# 中国人民解放军海军工程大学
中国人民解放军海军工程大学，简称海军工程大学，本部位于湖北省武汉市，隶属中国人民解放军海军，是全军五所综合性大学之一。

## 沿革

### 中国人民解放军海军工程学院
- 1949年11月22日，中央人民政府人民革命军事委员会根据张学思的报告，批准在大连市老虎滩以安东海军学校为基础创办中国人民解放军海军学校，这是中国人民解放军第一所海军高等院校[1][2][3]。1950年2月1日正式成立，初设航海指挥系、机械工程系、预科。1950年12月19日，将航海指挥系扩建为第一分校，机械工程系扩建为第二分校。1952年9月6日，中国人民解放军海军学校更名为中国人民解放军第一海军学校[3]。
- 1954年4月11日，中国人民解放军第一海军学校第二分校分出独立，更名中国人民解放军海军机械学校。4月19日，用中国人民解放军第二海军学校番号[3]。
- 1957年9月27日，更名中国人民解放军海军机械学校[3]。
- 1961年9月19日，以海军机械学校为基础，并入海军技术学校机关大部、陆军第一九八师师部，在大连市合编组建中国人民解放军海军工程学院，执行军级权限，隶属军委海军[3][4]。
- 1962年2月，中国人民解放军军事工程学院海军系兵器科调给海军工程学院[3]。
- 1969年8月，从大连市迁至湖北省武汉市[2][3][4]。

- 1970年3月，原海军通信学校、海军军械学校的部分干部和教员并入海军工程学院，组建中国人民解放军第二海军学校，仍执行军级权限，领导关系不变[4]。
- 1975年5月，复名中国人民解放军海军工程学院[4]。

### 中国人民解放军海军电子工程学院
- 1949年8月15日，在南京市成立华东军区海军学校。9月14日正式开学。张爱萍兼学校校长和政治委员，后由原第三十军参谋长夏光任校长，原第三十五军政治部主任孔繁彬任政委。
- 1950年12月29日，华东军区海军学校改编为中国人民解放军海军联合学校。直属海军领导。校长夏光、政治委员孔繁彬、教育长李挽伦，政治部主任陈广文。海军联合学校将华东军区海军学校原设的七个大队，改编为四个分校
  - 一分校（兵器），以二、三大队为基础，组建一分校，任务是培养枪炮、水鱼雷兵和部门长。驻南京中兴门里狮子山原日本军营的铁皮房子，校长李少亭，政委邓复生（巫复生）
  - 二分校（机械），以一大队与五大队为基础组建二分校，培养对象是舰艇机电兵和机电业务长。驻南京挹江门里是原国民党海军司令部旧址，校长李锐，政委李荣彩（原平原省军区某军分区政委），教育长曹石亭，政治部主任闫振，苏联专家朱布可夫。下设校务、教育、供给、卫生科和管理股。政治部下设：组织、干部、宣传、保卫、青年股。第一期招生4000人，女生占5%。学员队设一、二大队，每大队下设4个中队，分别为一至八中队。分校还有两个直属学员中队，即九中队和十中队。九中队为女生中队，分4个分队200余人。十中队是高中毕业生和部分大学生队，主要培养机关干部。一至八中队，是初中及部分高中生队，专门培养机电兵和士官。
  - 三分校（通信），由原六大队组建，驻安徽安庆的原国立安徽大学校园，政委谭天哲，副政委何力山/赵凯，教育长李玉萍，政治部主任胡志坚/阎振，教育科科长陈扬德，校务科科长李吉斌，供给科科长李立德，卫生科副科长刘金生，通讯教育科长潘志勇。苏联专家鲁可雅诺夫担任三分校总顾问。辖8个学员中队。设信号科、机务科和通信科三个专业。信号科主要学习海军旗语等内容。机务科主要培养学员熟练掌握制造、使用通信机器的能力。通信科则以培训收、发报等通信业务操作人员为主。1952年后再增设舰管、雷达、声纳专业，共计6个专业。学制两年左右。
  - 四分校（舰务），以四、七大队为主组建四分校，培养舰艇帆缆兵和业务长，驻南京草鞋峡国民党海军仓库，政委袁超，副校长祝平安。
- 1952年1月17日，海军决定：经军委批准，海军联合学校及下属四个分校，由南京市和安庆市迁驻青岛市。校本部和一、二分校搬到了八大关附近的湛山大路（现香港西路）2号德国人修建的一座兵营里。三、四分校则搬到沙岭庄地区大沙支路4号日本人修建的一座兵营里。四分校后搬走。
- 1952年9月6日，海军联合学校更名为中国人民解放军第二海军学校。校长夏光，政委宋景华。下属各分校不变。
  - 三分校：赵凯（副政委），李玉萍（副校长），严东升（副校长），阎振（政治处主任）。设分校办公室、训练处、队列处、政治处、物资保证处、财务办公室等。
- 1954年4月11日，第二海军学校更名为中国人民解放军第五海军学校。校长夏光/1955年底李锐，政委宋景华/1955年康庄。下属各分校不变。
- 1957年9月27日，国防部命令，以第五海军学校第三分校为基础，组建中国人民解放军海军通信学校（简称海通校），执行军级权限。校址在山东省青岛市沙岭庄[5]。三分校从1950年建立到1957年升级改建，共培训四期学员，计3740人。校长林伟/张树林，政委王权(五海校副政委)，副校长冯力生(原三分校校长)、廖经贵(原三分校副校长)、朱俭，政治部主任胡志坚，训练部部长王强，训练部政委阎振，训练部副部长潘志勇，干部部部长王晓云，物资保障部（58年后改称校务部）部长魏耀峰，副部长李德聚，副政委张玉超。董玉飞任通信1系系主任，于华民任1系政委，下设通信指挥专业四年制、无线电工程专业三年制。王赞理任雷达声纳2系系主任，计兆明任2系政委，下设无线电技术勤务指挥专业四年制、雷达工程专业学制三年半、声纳工程专业学制三年半。12人组成学校临时党委。林伟、王权、冯力生、朱俭、廖经贵、胡志坚为常委，林伟为书记，王权为副书记。高级专科班分通信指挥专科班和无线电技术勤务指挥专科班，学制一年。
- 1962年，校机关和1系迁驻辽宁省锦州市原沈阳军区文化干部学校旧址[5]。1964年2系迁锦州。青岛沙岭庄校区移交海军潜艇学校。
- 1969年2月19日，撤销海军通信学校[5]。1970年9月通校留守处搬迁到江西上饶原海军预校校址。锦州通校校址移交空军三航校。海军通信学校（部分）与海军工程学院，海军军械学校（部分）合并组建第二海军学校。
- 1972年，在湖北省武汉市的中国人民解放军第二海军学校恢复海军通信相关专业教学，原锦州时期的领导和教职员大多被安排调配到武汉，组成中国人民解放军第二海军学校第四大队。
- 1974年5月，中央军委命令，以第二海军学校第四大队为基础，在山西省太原市组建中国人民解放军海军通信学校。校址是太原市的原海军第二航空学校校址（海军第二航空学校已迁至山东省烟台市）。
- 1979年3月，升格中国人民解放军海军高级电子工程专科学校。
- 1986年6月，升格中国人民解放军海军电子工程学院。
- 1989年10月，迁至江苏省南京市浦口区。
- 1992年8月改编为中国人民解放军通信工程学院海军系。
- 1993年6月恢复海军电子工程学院。
- 1999年4月，海军工程学院与海军电子工程学院合并为海军工程大学。

### 中国人民解放军海军工程大学
- 1999年4月26日，中央军委主席江泽民签署命令：海军工程学院、海军电子工程学院合并组建中国人民解放军海军工程大学。校本部设在湖北省武汉市的原海军工程学院校址。1999年6月17日，海军工程大学成立典礼在校本部举行，海军政委杨怀庆宣读军委命令，并为海军工程大学授军级军旗；江苏省副省长周坚卫等军地领导到会祝贺[6][7]。
- 2004年7月，军委总部命令，中国人民解放军海军后勤学院并入，撤销中国人民解放军海军后勤学院番号，改为中国人民解放军海军工程大学天津校区，实行独立办学；级别由正师级降为副师级；任务由学历教育改为任职教育[6][8]。
- 2012年，海军工程大学天津校区升格为中国人民解放军海军工程大学勤务学院。
- 2017年，在深化国防和军队改革中，调整组建新的中国人民解放军海军工程大学[9]。

## 历任领导
中国人民解放军海军工程学院
| 校长 - 严似海（1952年5月—1954年8月，第一海军学校第二分校校长） - 于笑虹（1954年5月—1955年5月，第二海军学校校长） - 张晓冰（1955年5月—1957年9月，第二海军学校校长；1957年9月—1961年9月，海军机械学校校长） - 朱军（1962年4月—1970年3月，海军工程学院院长；1973年3月—1973年10月，第二海军学校校长） - 邵震（1973年10月—1975年5月，第二海军学校主持校长工作；1975年5月—1977年5月，海军工程学院主持院长工作；1977年5月—1983年8月，海军工程学院院长） - 张肇圻（1983年8月—1985年10月，海军工程学院院长） - 姚树人 海军少将（1985年10月—1992年9月，海军工程学院院长） - 蒋华棠 海军少将（1990年—1994年，海军工程学院院长） - 邵子钧 海军少将（1994年—1999年6月，海军工程学院院长） | 政治委员 - 康庄（1950年10月—1954年4月，海军学校第二分校、第一海军学校第二分校政治委员） - 于笑虹（1954年5月—1957年9月，第二海军学校政治委员；1957年9月—1958年11月，海军机械学校政治委员） - 石烽（1958年11月—1961年9月，海军机械学校政治委员；1962年9月—1969年2月，海军工程学院第二政治委员；1968年9月—1969年2月，海军工程学院革命委员会主任） - 贺大增（1962年6月—1970年3月，海军工程学院政治委员；1970年3月—1973年12月，第二海军学校政治委员） - 李君彦（1970年3月—1973年11月，海军工程学院党的核心小组代组长；1970年11月—1973年11月，第二海军学校政治委员） - 左爱（1973年10月—1975年5月，第二海军学校主持政治委员工作；1975年5月—1977年5月，海军工程学院主持政治委员工作；1977年5月—1978年5月，海军工程学院政治委员） - 朱坡（1978年5月—1983年8月，海军工程学院政治委员） - 邓培（1983年8月—1985年10月，海军工程学院政治委员） - 黎寿仁（1985年10月—1990年，海军工程学院政治委员） - 陆绍庭 海军少将（1990年6月—1992年7月，海军工程学院政治委员） - 马连山 海军少将（1992年7月—1994年12月，海军工程学院政治委员） - 战景泰 海军少将（1994年12月—1999年6月，海军工程学院政治委员） |

中国人民解放军海军电子工程学院
| 院长 - 冯力生 上校（1956年1月—1957年，第五海军学校第三分校校长） - 林伟 少将（1957年9月—？，海军通信学校校长） - 段华夫（1974年—？，海军通信学校校长） …… - 曾庆华（？—？） - 蒋华棠 海军大校（？—1989年10月） - 杨景道 海军少将（1989年—1996年12月） - 关恒慎 海军少将（1996年12月—1999年6月） | 政治委员 - 谭天哲（1950年12月—？，海军联合学校第三分校政治委员） - 赵凯 上校（？—1957年，第五海军学校第三分校政治委员） - 王权 大校（1957年9月—1964年，海军通信学校政治委员） …… - 沈维礼 海军大校（？—1992年） - 高学敏 海军大校（1992年—1998年） - 李维新 海军大校（1998年10月—1999年） |

中国人民解放军海军工程大学
| 校长 - 邵子钧 海军少将（1999年6月—2000年） - 关恒慎 海军少将（2001年6月—2003年5月） - 郭立峰 海军少将（2003年5月—2011年2月） - 赵永甫 海军少将（2011年2月—2014年12月） - 韩小虎 海军少将（2014年12月—2017年） - 李安 海军少将（2017年—） | 政治委员 - 辛华文 海军少将（1999年6月—2003年1月） - 高学敏 海军少将（2003年1月—2006年9月） - 余献义 海军少将（2006年9月—2009年10月） - 汪建新 海军少将（2009年10月—2010年） - 郑亨斌 海军少将（2010年—2012年） - 夏克伟 海军少将（2012年—2016年5月） - 沙成录 海军少将（2017年—） |

## 专业设置
截至2017年，学校有6个军队重点实验室、1个国家能源新能源接入设备研发（实验）中心、1个国家级实验教学示范中心、2个国家级重点实验室、2个全国重点学科；开设34个本科专业，有6个独立二级学科硕士学位授权点、5个一级学科（含15个二级学科）硕士学位授权点、3个独立二级学科博士学位授权点、5个一级学科（含25个二级学科）博士学位授权点、7个博士后流动站。2017年招生的本科专业有：
- 机械工程
- 材料科学与工程
- 能源与动力工程
- 电气工程及其自动化
- 通信工程
- 光电信息科学与工程
- 水声工程
- 自动化
- 信息安全
- 导航工程
- 轮机工程
- 船舶电子电气工程
- 船舶与海洋工程
- 武器系统与工程
- 武器发射工程
- 信息对抗技术
- 核工程与核技术
- 辐射防护与核安全
- 安全工程
- 火力指挥与控制工程
- 大数据工程
- 指挥信息系统工程
- 雷达工程
- 导弹工程
- 无人装备工程
- 电磁发射工程
- 装备经济管理
- 管理科学与工程类[1]

## 校区

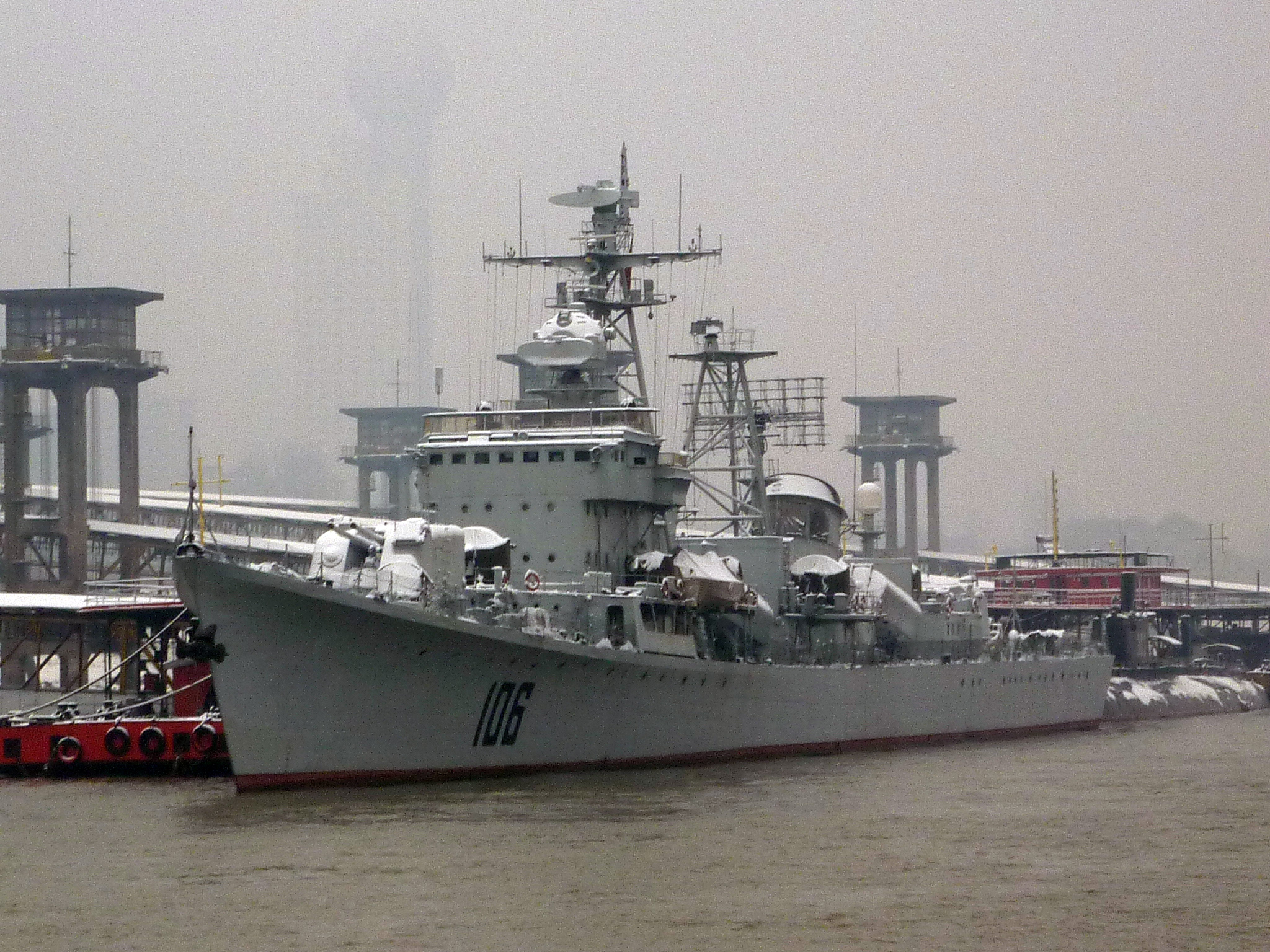
旅大I型驱逐舰西安号於2007年9月29日退役，同年10月22日交付海军工程大学用於教学任务

2017年，海军工程大学有武汉校本部、天津勤务学院等7个辖区。
- 本部：位于湖北省武汉市硚口区解放大道717号
- 勤务学院：位于天津市滨海新区山东路1058号[19]
- 木兰湖水上训练基地：位于湖北省武汉市黄陂区木兰湖[20]
- 汕尾海上训练基地：位于广东省汕尾市[21][22]
- 四川核动力运行实习所：位于四川省[23]
- 红安革命传统教育基地：位于湖北省红安县七里坪镇[24][22][25]
- 海军青岛装备技术保障人才工作站：位于山东省青岛市（2006年与海军青岛保障基地共建）[24]

在武汉港停泊有学校的训练舰：
- 106舰（西安号导弹驱逐舰）：2007年接收[26]
- 513舰（淮阴号导弹护卫舰）：2013年接收[27]
- 689猎潜艇（兴化号）：2013年接收[27]
- 303潜艇：2009年接收[28]